# Léa Drucker
Léa Drucker (Caen, 23 januari 1972) is een Frans actrice.

## Biografie
Léa Dorothy Irène Drucker is de oudste dochter van Jacques Drucker, een professor in de geneeskunde, en van Martine Le Cornec, een voormalige lerares Engels. Drucker studeerde acteren aan de École de la rue Blanche en de Nationale School voor Theaterkunsten en Technieken (ENSATT) in Parijs.

### Carrière
In het begin van haar carrière speelde Drucker zowel in klassieke theaterstukken zoals Le Misanthrope als in hedendaagse toneelstukken zoals Blanc van Emmanuelle Marie. Ze werd tweemaal genomineerd voor de Molière-prijs voor "Beste vrouwelijke revelatie", in 2001 voor haar rol in Danny et la Grande Bleue en in 2004 voor 84 Charing Cross Road. In 2019 won ze de César voor beste actrice voor haar rol in Jusqu'à la garde.
In 2019 debuteerde ze op de Engelstalige televisie, met de rol van Catherine Durand in drie seizoenen (24 afleveringen) van de Frans-Britse televisieserie War of the Worlds (2019-2022) van StudioCanal, naast Gabriel Byrne en Daisy Edgar-Jones.

### Privéleven
Drucker heeft een relatie met regisseur en scenarioschrijver Julien Rambaldi. Ze hebben samen een dochter, geboren in 2014.

## Filmografie

### Films
| Jaar | Titel                                          | Rol                        | Opmerkingen |
| ---- | ---------------------------------------------- | -------------------------- | ----------- |
| 1991 | La thune                                       | Edwiges vriend             |             |
| 1992 | Tableau d'honneur                              | Solange                    |             |
| 1993 | Colis d'oseille                                | Alice                      | tv-film     |
| 1995 | Raï                                            | meisje op het feest        |             |
| 1995 | Ah les femmes                                  | Emmanuelle                 | korte film  |
| 1997 | Assassin(s)                                    | Léa                        |             |
| 1997 | Bouge !                                        | Nathalie                   |             |
| 1998 | L'annonce faite à Marius                       | Brigitte                   |             |
| 1999 | Peut-être                                      | Clotilde                   |             |
| 1999 | Mes amis                                       | Gilda                      |             |
| 1999 | Un pur moment de rock'n roll                   | Florence                   |             |
| 1999 | Fait d'hiver                                   |                            |             |
| 1999 | La vie ne me fait pas peur                     |                            |             |
| 2001 | Chaos                                          | Nicole                     |             |
| 2002 | Dans ma peau                                   | Sandrine                   |             |
| 2002 | Filles perdues, cheveux gras                   | Coraline                   |             |
| 2002 | 3 zéros                                        | Debby                      |             |
| 2002 | Papillons de nuit                              | Roberta                    |             |
| 2002 | Pourkoi... passkeu                             | zij                        | korte film  |
| 2003 | Bienvenue au gîte                              | Agnès                      |             |
| 2003 | Concours de circonstance                       | de vrouw                   | korte film  |
| 2004 | Narco                                          | de schaatsende tweeling    |             |
| 2004 | À quoi ça sert de voter écolo ?                | Camille                    | korte film  |
| 2004 | Illustre inconnue                              | kapster                    | korte film  |
| 2004 | Du bois pour l'hiver                           | Pauls vrouw                | korte film  |
| 2005 | Virgil                                         | Margot                     |             |
| 2005 | Akoibon                                        | toerist                    |             |
| 2005 | Dans tes rêves                                 | Jenny                      |             |
| 2006 | L'Homme de sa vie                              | Frédérique                 |             |
| 2006 | Les Brigades du Tigre                          | Léa                        |             |
| 2006 | 2 filles                                       | meisje                     | korte film  |
| 2006 | La blonde au bois dormant                      | Estelle Fenelon            | tv-film     |
| 2007 | Tel père telle fille                           | Alice                      |             |
| 2007 | Faits divers                                   | Marie                      | korte film  |
| 2007 | J'ai plein de projets                          |                            | korte film  |
| 2007 | Divine Émilie                                  | Émilie du Châtelet         | tv-film     |
| 2008 | Coluche: l'histoire d'un mec                   | Véronique Colucci          |             |
| 2008 | Le bruit des gens autour                       | Kate                       |             |
| 2008 | Animal singulier                               | Suzanne                    | korte film  |
| 2009 | Cyprien                                        | Héléna                     |             |
| 2010 | Pièce montée                                   | Hélène                     |             |
| 2010 | Les meilleurs amis du monde                    | Mathilde                   |             |
| 2010 | Pauline et François                            | Catherine                  |             |
| 2010 | A vos caisses !                                | Marie-Jo                   | tv-film     |
| 2011 | Jeanne Devère                                  | Jeanne Devère              | tv-film     |
| 2012 | Je me suis fait tout petit                     | Ariane                     |             |
| 2012 | La vérité si je mens 3                         | Muriel Salomon             |             |
| 2012 | Crapuleuses                                    | Pascale                    | tv-film     |
| 2013 | Le Grand Méchant Loup                          | Patricia Delcroix          |             |
| 2013 | Je suis supporter du Standard                  | Martine                    |             |
| 2013 | Avant que de tout perdre                       | Miriam                     | korte film  |
| 2014 | La Chambre bleue                               | Delphine Gahyde            |             |
| 2014 | Au nom des fils                                | Odile Chasseuil            | tv-film     |
| 2014 | Des Roses en Hiver                             | Elsa                       | tv-film     |
| 2015 | Arrêtez-moi là                                 | Louise Lablache            |             |
| 2015 | Pierre Brossolette ou les passagers de la lune | Gilberte                   | tv-film     |
| 2016 | Des Nouvelles de la planète Mars               | Myriam                     |             |
| 2017 | Les Grands Esprits                             | Caroline                   |             |
| 2017 | La Consolation                                 | Gigi                       | tv-film     |
| 2018 | Jusqu'à la garde                               | Miriam Besson              |             |
| 2018 | Place publique                                 | Nathalie                   |             |
| 2019 | Roxane                                         | Anne-Marie Leroux          |             |
| 2019 | Synonymes                                      | lerares Frans              |             |
| 2019 | Je promets d'être sage                         | Sybille Dermaux            |             |
| 2019 | La sainte famille                              | Marie                      |             |
| 2019 | Deux                                           | Anne                       |             |
| 2020 | Vulnérables                                    | Elsa                       | tv-film     |
| 2020 | C'est la vie                                   | Manon Laval                |             |
| 2021 | Petite Solange                                 | Aurélia Maserati           |             |
| 2021 | Chère Léa                                      | Harriet                    |             |
| 2021 | Adieu Paris                                    | Alains huishoudelijke hulp |             |
|      | Incroyable mais vrai                           | Marie Duval                |             |
| 2022 | Le monde d'hier                                | Isabelle de Raincy         |             |
| 2022 | Close                                          | Nathalie                   |             |
| 2022 | Les femmes du square                           | Hélène                     |             |
| 2022 | Couleurs de l'incendie                         | Madeleine Péricourt        |             |
| 2023 | L'Été dernier                                  | Anne                       |             |
| 2023 | Mars Express                                   | Aline Ruby                 | stem        |
| 2025 | Dossier 137                                    | Stéphanie                  |             |
| 2025 | L'Intérêt d'Adam                               | Lucy                       |             |

### Televisie
| Jaar      | Titel                  | Rol                     | Opmerkingen     |
| --------- | ---------------------- | ----------------------- | --------------- |
| 1992      | Chien et chat          | kassierster             | 1 aflevering    |
| 1995-1998 | Anne Le Guen           | Louise Le Guen          | 4 afleveringen  |
| 1995      | L'histoire du samedi   | Lil                     | 1 aflevering    |
| 2000      | Duelles                | Adriane Roux            | 1 aflevering    |
| 2000      | Avocats et Associés    | meester Martine Mérieux | 2 afleveringen  |
| 2001      | Fabien Cosma           | Valérie                 | 1 aflevering    |
| 2005      | Kaamelott              | Morgana                 | 2 afleveringen  |
| 2009      | Suite noire            | Nora                    | 1 aflevering    |
| 2015-2017 | Le Bureau des légendes | Dr Laurène Balmes       | 19 afleveringen |
| 2016      | Blaise                 | Carole                  | 30 afleveringen |
| 2019-2022 | War of the Worlds      | Catherine Durand        | 24 afleveringen |
| 2023      | Sous contrôle          | Marie Teissier          | miniserie       |

## Prijzen en nominaties
De belangrijkste:
| Jaar | Prijs             | Categorie     | Film              | Uitslag     |
| ---- | ----------------- | ------------- | ----------------- | ----------- |
| 2024 | César             | Beste actrice | L'Été dernier     | Genomineerd |
| 2019 | César             | Beste actrice | Jusqu'à la garde  | Gewonnen    |
| 2019 | Prix Lumières     | Beste actrice | Jusqu'à la garde  | Genomineerd |
| 2007 | Globes de cristal | Beste actrice | L'Homme de sa vie | Gewonnen    |